# Luciano Francioli
Luciano Francioli (Roma, 4 novembre 1932 – Roma, 3 dicembre 2014) è stato un attore italiano conosciuto per la sua attività di interprete negli anni sessanta e settanta di fotoromanzi della casa editrice Lancio. È fratello dell'attore Armando Francioli ed anche la sorella Germana è stata interprete di fotoromanzi.

## Biografia
Ha avuto una formazione teatrale studiando alla scuola del Teatro Ferzen. Ha girato il primo fotoromanzo nel 1959 ed è apparso come protagonista per la prima volta in una storia narrata per fotografia nel 1960 accanto a Marilù Tolo. Ha avuto fra le sue principali partner le attrici Michela Roc e Adriana Rame. Lavorava con il regista Luigi Squarzina quando fu scritturato dalla Lancio (anno 1964) per una serie di fotoromanzi. L'anno successivo diventò anche regista e nel 1970 ha assunto la regia di una fortunata serie intitolata Le avventure di Jacques Douglas, di cui è stato anche interprete.
In carriera, ha interpretato per la Lancio 297 fotoromanzi di cui 281 come protagonista e 16 da non protagonista. Ha lasciato la Lancio nel 1975 per passare ad un'altra casa editrice, la Condor che ha chiuso le pubblicazioni dopo breve tempo.
Francioli è stato attivo anche nel cinema e in televisione sia pure impiegato in ruoli di scarsa rilevanza, figurando nel cast del film del 1990 di Mario Monicelli Il male oscuro, tratto dal romanzo omonimo di Giuseppe Berto. Per la televisione è stato interprete nella serie televisiva sul Tenente Sheridan.